# حنيفة محمد إبراهيم
حنيفة محمد إبراهيم (حابسدي) (بالصومالية: Xaniifa Maxamed Ibraahim)‏ سياسية صومالية شغلت منصب وزيرة المرأة وحقوق الإنسان في حكومة الصومال الفيدرالية.

## الحياة الشخصية
ولدت حنيفة عام 1991، وشغلت في بداية حياتها السياسية مقعدا في البرلمان الصومالي.
في عام 2017، ضمت مفوضية الانتخابات الرئاسية المكونة من 17 من أعضاء مجلسي الشعب والشيوخ في البرلمان الصومالي النائبة حنيفة. وٌعينت في 19 أكتوبر 2020 وزيرة وزارة المرأة و حقوق الإنسان في عهد رئيس الوزراء محمد حسين روبلي.
في عام 2021 افتتحت حنيفة مركزًا في العاصمة الصومالية مقديشو لدعم المرأة، وتعزيز فرص مشاركة النساء في السياسة وشغل 30٪ من المقاعد النيابية حسب المنصوص عليه في الدستور. وفي نقاش مع مبعوث الأمم المتحدة للصومال جيمس سوان، أثارت قضية دعم الأمم المتحدة لحصة المشاركة النسائية البالغة 30% في عام 2021.